# 鼻歌
鼻歌（はなうた）とは鼻にかかった小声で歌う歌。または、口をとじたまま小声で歌う歌。

## 概要
鼻歌は、うろ覚えな歌詞、曲でも表現ができる一方、相手にはどのような曲か伝わりにくいことがある。2020年、グーグルは鼻歌を歌うことで楽曲を検索できる新サービスを発表した。
ヨーガでは、ハチの呼吸（ブラマリ・プラナヤマ）と呼ばれる鼻から音を出す呼吸法があり、ストレス軽減や心臓の健康などに影響を与えるとされる。

## 口呼吸に対する口腔機能訓練としての鼻唄
2021年、歯科医師の河井聡によると、口を閉じたままで歌を歌う鼻唄は、口呼吸改善のための口腔機能訓練として効果があると提唱している。鼻唄を歌うことで、楽しみながら積極的に鼻を使えることができる。小さな子供からでも積極的に鼻を使うことで、鼻呼吸を促すことが可能である。

## 健康効果
スウェーデンの首都ストックホルムにあるカロリンスカ研究所（カロリンスカ医科大学病院）の麻酔集中治療部門、Eddie Weitzberg氏らによって米国胸部学会（ATS）の学術誌American Journal of Respiratory and Critical Care Medicine（AJRCCM）誌7月15日号に掲載された研究論文によると、健常人10人を対象とした実験で、ハミング下では通常の鼻呼吸下と比べ、鼻腔内の一酸化窒素濃度が15倍に上昇したという。（口呼吸では一酸化窒素は産生も遊離もされない。）
研究グループは「ハミングによる空気の振動で、副鼻腔と鼻腔の間のガス交換が促進された結果」と考察、「副鼻腔炎の予防に役立つのでは」としている。一酸化窒素は気道の様々な機能の調節に重要な役割を果たしている。近年、一酸化窒素の生理作用の１つとして気道上皮細胞の線毛運動亢進作用が明らかにされ粘液線毛輸送への関与が想定されている。
2023年4月、鼻歌によってストレスが軽減され、副交感神経が優位となり、自律神経改善の効果が確認された。